# Krzysztof Antoni Makowski
Krzysztof Antoni Makowski (ur. 31 marca 1953 w Trzebnicy) – generał brygady Wojska Polskiego.

## Życiorys
Krzysztof Antoni Makowski w 1978 ukończył Wyższą Szkołę Oficerską Wojsk Zmechanizowanych i w 28 pułku zmechanizowanym objął stanowisko dowódcy plutonu. W 1983 ukończył Wyższy Kurs Doskonalenia Oficerów, a w 1987 studia w Akademii Sztabu Generalnego. Pełnił wówczas służbę na stanowiskach służbowych w: 32 pułku zmechanizowanym, 8 Brygadzie Zmechanizowanej, 7 Brygadzie Zmechanizowanej, dowództwie 8 Dywizji Obrony Wybrzeża, dowództwie 16 Dywizji Zmechanizowanej oraz w Dowództwie Wojsk Lądowych. Uczestniczył w 2004 w kursie kandydatów na stanowiska dowódców pułków oraz w Akademii Obrony Narodowej ukończył studia podyplomowe. 
3 maja 2007 Prezydent RP Lech Kaczyński, na wniosek ministra obrony narodowej, mianował go generałem brygady.
Od 5 kwietnia 2007 pełnił służbę na stanowisku dowódcy 2 Brygady Zmechanizowanej w Budowie. W 2009 został szefem sztabu-zastępcą dowódcy 16 Pomorskiej Dywizji Zmechanizowanej w Elblągu. 24 stycznia 2013 został pożegnany w związku z zakończeniem zawodowej służby wojskowej.